# Habropoda ezonata
Habropoda ezonata är en biart som beskrevs av Smith 1854. Habropoda ezonata ingår i släktet Habropoda och familjen långtungebin. Inga underarter finns listade i Catalogue of Life.